# Volo Atlantic Southeast Airlines 529
Il volo Atlantic Southeast Airlines 529 era un Embraer EMB 120 che si schiantò il 21 agosto 1995 sulla rotta tra l'aeroporto di Atlanta e l'aeroporto di Gulfport. Nove tra passeggeri e membri dell'equipaggio morirono a causa delle ferite riportate nell'incidente.
L'incidente presentava somiglianze con il Volo Atlantic Southeast Airlines 2311, avvenuto quattro anni prima, e provocò la morte di tutte le 23 persone a bordo. Le indagini su entrambi gli incidenti hanno concluso che la colpa era dei difetti di progettazione delle eliche dell'aereo.

## L'aereo e informazioni del volo
Il volo 529 era un volo passeggeri di linea regolare dall'Aeroporto Internazionale Hartsfield-Jackson di Atlanta all'Aeroporto Internazionale Gulfport-Biloxi di Gulfport, Mississippi.
Il volo era operato utilizzando un Embraer EMB 120RT Brasilia (codice di registrazione N256AS), un aereo di linea a doppia turboelica. L'aereo effettuò il suo primo volo nel 1989 e venne consegnato alla Atlantic Southeast Airlines il 3 marzo dello stesso anno. Prima del volo fatale, aveva effettuato 18 171 cicli (un ciclo può essere approssimativamente definito come un volo) e aveva accumulato un totale di 17 151 ore di volo. Era dotato di un registratore vocale in cabina di pilotaggio (CVR) e di un registratore dei dati di volo (FDR).

## Passeggeri
I viaggiatori d'affari, di età compresa tra 18 e 69 anni, costituivano poco meno della metà dei passeggeri dell'aereo. A bordo dell'aereo c'erano anche sei ingegneri, due vice sceriffi, due membri del personale dell'aeronautica, un ministro e una donna di New Orleans che intendeva diventare assistente di volo.

## L'equipaggio
Il comandante del volo era Edwin "Ed" Gannaway, 45 anni, e il primo ufficiale era Matthew "Matt" Warmerdam, 28 anni. Gannaway era un abile pilota con 9 876 ore totali di esperienza di volo, di cui 7 374 ore sull'Embraer Brasilia. Warmerdam era stato assunto dalla compagnia aerea nell'aprile 1995 e aveva registrato un totale di 1 193 ore di volo (delle quali 363 sull'Embraer Brasilia) al momento dell'incidente. L'unico assistente di volo, Robin Fech, 33 anni, era stata assunta dalla compagnia aerea nel febbraio 1993 e aveva completato il suo ultimo corso di formazione ricorrente nel gennaio 1995.

## L'incidente
Il volo 529 decollò dall'aeroporto di Atlanta alle ore 12:23. Alle ore 12:43, mentre stava raggiungendo la quota di 18 100 piedi (5 500 m), gli occupanti dell'aereo udirono un rumore che il copilota descrisse come "il rumore di una mazza da baseball che colpisce un bidone di alluminio". Una delle pale dell'elica del motore sinistro si era rotta, provocando la deformazione della carlinga del motore e del profilo dell'ala. Anche se l'EMB 120, come tutti i bimotori, avrebbe potuto volare con un solo motore in funzione, i danni provocati causarono una netta diminuzione di portanza dell'ala sinistra con la conseguente perdita di quota. I piloti cercarono dapprima di rientrare ad Atlanta, ma siccome la perdita di quota era troppo rapida, chiesero un aeroporto più vicino, poi furono costretti a tentare un atterraggio di emergenza in un campo situato nella contea di Carroll, in Georgia, ma urtarono le cime di alcuni alberi, schiantandosi al suolo.

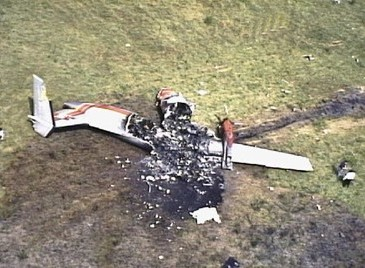
Foto aerea del luogo dell'incidente del volo ASA 529

Tutti i passeggeri e i membri dell'equipaggio sopravvissero allo schianto, ma quasi immediatamente si sviluppò un incendio che uccise 8 persone, e compreso il comandante Gannaway. Il copilota Warmerdam, che riportò solamente la lussazione di una spalla, riuscì a rompere il vetro della cabina di pilotaggio utilizzando una scure e, aiutato da un passeggero, riuscì ad uscire dall'aereo. Diversi passeggeri subirono gravi ustioni e sette di loro morirono nel primo mese dopo l'incidente; oltre ai due deceduti nell'incendio del velivolo, uno morì presso l'Erlanger Medical Center di Chattanooga e uno quattro mesi dopo l'incidente a causa delle gravi ustioni subite. Alcuni dei sopravvissuti manifestarono per diverso tempo i sintomi del disturbo post traumatico da stress, mentre una dei superstiti morì per un attacco cardiaco otto settimane dopo l'incidente.
Una bombola di ossigeno dietro il sedile del primo ufficiale ha perso acqua, contribuendo ad aumentare la forza dell'incendio.

## Le indagini
La probabile causa dell'incidente venne individuata nella rottura dell'elica dovuta all'affaticamento del metallo causato dalla corrosione da cloro. C'erano stati almeno due precedenti guasti alle eliche, ma l'aereo era stato in grado di atterrare in sicurezza. Erano state revisionate presso un'officina della Hamilton Standard, ma l'ispezione era stata incompleta e il lavoro di riparazione inadeguato. Il National Transportation Safety Board (NTSB) criticò l'operato della Hamilton Standard per "l'inadeguata tecnica di ispezione e manutenzione, formazione, documentazione e comunicazione" e sia la Hamilton che la Federal Aviation Administration per "non aver richiesto ed effettuato frequenti test ad ultrasuoni sulle pale delle eliche".
Il cielo coperto e le nubi basse presenti al momento dello schianto contribuirono altresì al disastro.

## Conseguenze
La Military Fraternal Organization of Pilots assegnò a Warmerdam una medaglia per il suo ruolo nel disastro dopo essere stato curato per le ustioni. Nel 2002, dopo circa 50 interventi chirurgici e una lunga terapia, fu in grado di riprendere a volare per ASA. L'American Society of Plastic Surgeons onorò il suo atteggiamento positivo durante il lungo recupero con uno dei premi "Patients of Courage: Triumph Over Adversity" nel 2005.
I residenti dell'area costruirono un memoriale dell'incidente presso la chiesa metodista unita di Shiloh, vicino a Burwell.
Molti passeggeri sopravvissuti indicarono come Robin Fech, l'assistente di volo, gli avesse salvato la vita. Il Tanner Medical Center curò il polso rotto di Fech e altre lacerazioni prima di rilasciarla. Il Senato dello Stato della Georgia approvò una risoluzione in suo onore. Il rapporto sull'incidente della NTSB elogiava "il modo esemplare in cui l'assistente di volo aveva informato i passeggeri e come aveva gestito l'emergenza". Fech non lavorò più come assistente di volo dopo il disastro dell'ASA 529.

## Nella cultura di massa
L'incidente del volo 529 della Atlantic Southeast Airlines è stato analizzato nell'episodio Airport '95 della seconda stagione del documentario Indagini ad alta quota trasmesso dal National Geographic Channel.